# نیک آدامز
نیک آدامز (انگلیسی: Nick Adams؛ زادهٔ ۱۰ ژوئن ۱۹۸۳) هنرپیشه، خواننده، رقصنده اهل ایالات متحده آمریکا است. وی از سال ۱۹۹۹ میلادی تاکنون مشغول فعالیت بوده‌است.

## زندگی هنری
در سال ۲۰۰۵ آدامز مدرک BFA در تئاتر موزیکال را با یک خردسال در رشته رقص از کنسرواتوار موسیقی بوستون دریافت کرد. در نیویورک، او به تور بین‌المللی موزیکال شیکاگو پیوست و بعداً به بازیگران برادوی پیوست. او همچنین در بازیگران اصلی برادوی ملکه دزدان دریایی حضور داشت. در سال ۲۰۰۷ او با ماریو لوپز در نقش لری در احیای سریال A Chorus Line برادوی بازی کرد. در ژوئن ۲۰۰۹ او در گروه بازیگران اصلی احیای پسران و عروسک‌ها برادوی بود.
در سال ۲۰۱۰، آدامز نقش آنجلیک را در گروه اصلی برنده تونی بازی کرد. او همچنین در نقش آدام/فلیسیا در پریسیلا، ملکه صحرا بازی کرد، که در ۲۰ مارس ۲۰۱۱ در تئاتر قصر افتتاح شد پس از یک دوره کوتاه در تورنتو در تئاتر پرنسس ولز. در چهار فوریه ۲۰۱۴، آدامز به اولین تور ملی Wicked پیوست و آخرین بازیگری بود که در نقش فیهرو بازی کرد.
در سال ۲۰۱۶، آدامز در فصل دوم سریال کمدی با مضمون ال‌جی‌بی‌تی، Go-Go Boy Interrupted ظاهر شد. در سال ۲۰۱۹، او در فصل اول سریال کمدی سنترال The Other Two در نقش دالاس دریک ظاهر شد و در اولین تور ملی بازسازی تئاتر لینکلن سنتر فالستو در نقش ویزر براون بازی کرد. دیگر آثار تلویزیونی و فیلم او عبارتند از: Sex and the City 2 , An Englishman in New York , Smash , As the World Turns , Guiding Light , Dancing with the Stars ,Rosie Live , It Could Be Worse , افتخارات مرکز کندی، و پخش‌های تلویزیونی متعدد جوایز تونی.
آدامز، که همجنس‌گرا است، بخشی از یک PSA برای کمپین It Gets Better با اعضای بازیگری از Priscilla Queen of the Desert در سال ۲۰۱۰ بود. ویدیو برای تک آهنگ او، نمی‌خواهم بدانم.